# 山下智博
山下智博（1985年10月29日—），出生于日本北海道小樽市，活跃在中国的视频制作人。2008年毕业于大阪艺术大学艺术策划系，之后就职于日本札幌市教育文化会馆，2012年9月起移居中国上海。

## 经历
2010年，在看到朋友在上海从事艺术工作后决定来中国发展。
2012年9月以学习中文为契机来到上海留学。
2013年6月，山下智博开始以与人偶“薇薇”的同居生活为内容表演行为艺术，并多次带着人偶出现在各大漫展上，从而被中国网友戏称为“从日本来的变态”。
2014年7月，山下智博开始在弹幕视频网站bilibili上发布以实际生活为素材的自制微电影《日本屌丝》，引发网络热议。
2014年12月24日起开始在bilibili上连载个人娱乐节目《绅士大概一分钟》，每天更新一期，节目内容以介绍日本商品、新闻、美食、旅游，日本的调查排行，以及日常生活和搞怪为主。
2015年到上海大学美术学院就读研究生。
2016年10月2日《绅士大概一分钟》宣布停止日更，同年10月14日宣布每周一和周四更新一期。
截至2017年1月，山下智博在视频网站和微博上的粉丝共计约200万，视频播放超过5亿次。
2020年1月返回日本，后受疫情影响，开始在日本进行活动。
2021年10月宣布结婚。
2022年6月，被授予小樽市的形象大使。

## 特色
山下智博在微博中自称为“中日润滑油”，在接受采访时表示“我的很多微博粉丝都想学日语，因为在学校里学到的日语都是非常正式的日语用语，而我当时教的是比较生活化的，粉丝们也非常喜欢，这也是我觉得我第一次起到了‘中日润滑油’的作用，当时就决定要把这个作为我在中国的奋斗的目标了”。